# Vriesea calimaniana
Vriesea calimaniana là một loài thuộc chi Vriesea. Đây là loài đặc hữu của Brasil.